# Daviess County (Kentucky)
Daviess County je okres ve státě Kentucky v USA. K roku 2010 zde žilo 93 756 obyvatel. Správním městem okresu je Owensboro. Celková rozloha okresu činí 1 234 km².